# Drchnička rolní

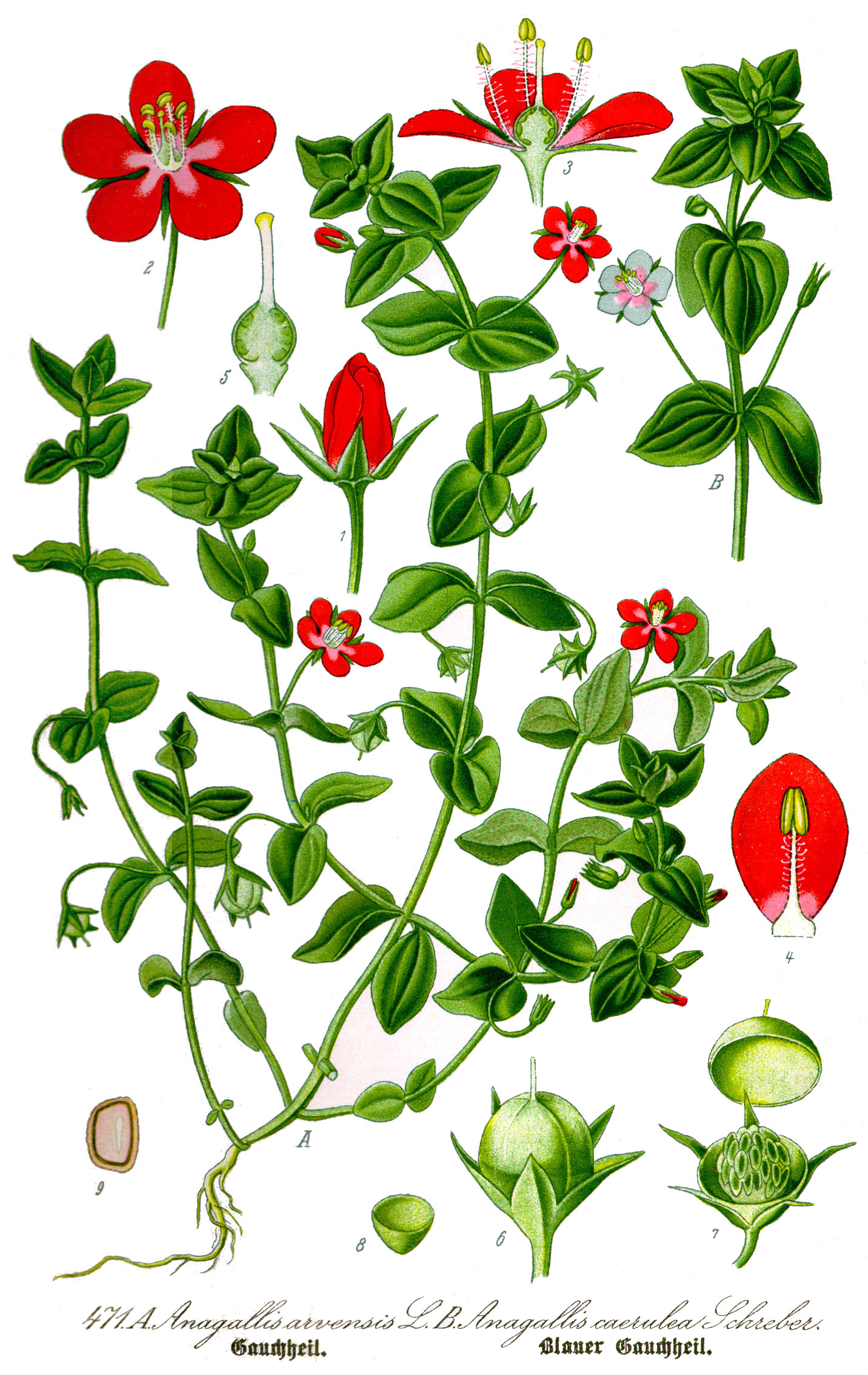
Zobrazení drchničky rolní

Drchnička rolní (Anagallis arvensis) je drobná, jednoletá bylina, která je v české přírodě nejrozšířenějším druhem rodu drchnička. Tento archeofyt je považován za méně významný polní plevel a toxickou rostlinu pro domácí zvířata.

## Výskyt
Druh pochází ze Středomoří, odkud byl jako okrasná rostlina rozšířen po celé Evropě, střední a východní Asii, po indickém subkontinentu, Africe, Austrálii i Severní Americe. V České republice bývá rostlinou hojnou nebo občasnou, nejčastěji roste v termofytiku a mezofytiku, do podhůří vystupuje jen vzácně.

## Ekologie
Vyrůstá na mírně kyselých půdách na polích, vinicích, v zahradách, u cest a na rumištích i ruderálních trávnicích. Je poměrně teplomilná a vyhledává půdy dostatečně zásobené dusíkem.
Poměrně rychle se vyvíjí, ze semen vzchází v dubnu a květnu a květy se objevují již koncem května, plody dozrávají v letních měsících a usychá obvykle ještě před žněmi. Má mělce sahající větvený, kůlovitý kořen a je proto choulostivá na sucho. Ve vlhčích obdobích semena v půdě znovu vyklíčí na konci léta, ale prvé podzimní mrazíky ji obvykle zahubí; za zvlášť příznivých podmínek však přečká i mírnou zimu.

## Popis
Jednoletá rostlina se čtyřhrannou, poléhavou až vystoupavou, 5 až 30 cm dlouhou, větvenou lodyhou; z pupenů hypokotylu vyrůstají další výhonky. Listy bez palistů jsou vstřícné nebo rostou po třech v přeslenech, jsou přisedlé, eliptické až vejčité, 15 × 20 mm velké, celokrajné, tupě špičaté a mají někdy po obvodě úzký blanitý lem.
Jednotlivé květy rostou na tenkých a dlouhých stopkách, které jsou za květu vzpřímené a ve zralosti svěšené. Květy jsou oboupohlavné, pětičetné a vyrůstají z úžlabí středních a horních listů, bývají červené nebo vzácněji modré či světložluté. Zvonkovitý kalich je hluboce dělený v kopinaté, 5 mm dlouhé lístky s blanitým okrajem. Kolovitá koruna, zpravidla v průměru okolo 7 mm velká, má lístky obvejčité, po okraji jemně zubaté a žláznatě brvité. Pět tyčinek s chlupatými nitkami vyrůstá v jednom kruhu, semeník je svrchní a po opylení hlavičkovité blizny dozrává v tobolku. Kvete od června do září.

## Rozmnožování

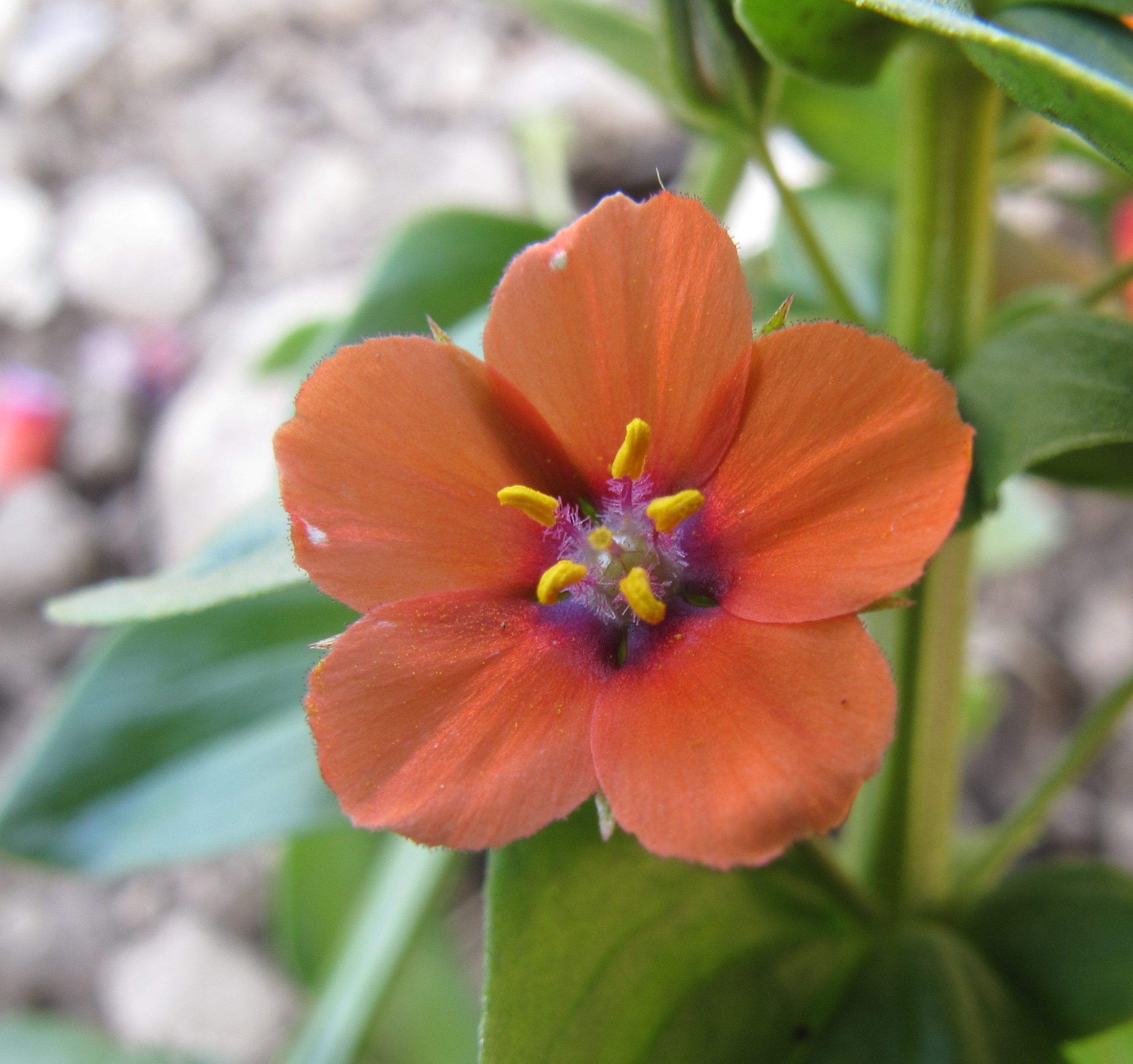
Květ drchničky rolní

Květ nemá nektar a je opylujícím hmyzem obvykle opomíjen. Koruna se po tři dny ráno otevírá a odpoledne opět uzavírá, při těchto pohybech korunní plátky přitlačují prašníky přímo na bliznu a dochází tak k samoopylení. Plodem je kulovitá, 4 mm velká, jednopouzdrá tobolka otevírající se víčkem. Obsahuje až 40 drobných semen, která jsou trojhranná, jemně bradavčitá, červenohnědá až tmavohnědá a dlouhá asi 1,5 mm.
Rostliny se rozmnožuje výhradně semeny, kterých na rostlině dozraje několik stovek a v půdě si podržují klíčivost i po dobu 10 let. Čerstvá semena po dozrání špatně klíčí, nejlépe vzchází z povrchových vrstev půdy po přezimování v dubnu a květnu. První plody dozrávají v červenci.

## Význam
Drchnička rolní se vyskytuje na polích jako méně nebezpečný plevel, ve středoevropských podmínkách hlavně v okopaninách a prořídlých víceletých pícninách, občas také v obilninách a zeleninách.
Celá rostlina je jedovatá a dokáže způsobit i smrtelnou otravu. Riziko představuje zejména pro krávy a ovce, které spásají strniště, kde po sklizni někdy hromadně vyrostou nové rostliny. Příčinou případného úhynu zvířat bývá akutní selhání ledvin. Hlavní škodlivou látkou je glykosid cyklamin, obsažený v celé rostlině; nejvíce ho obsahuje kořen.
V minulosti byla tato rostlina v některých zemích léčivkou, používala se k léčbě duševních nemocí a epilepsie. Aplikovala se také při zácpě nebo proti žlučníkovým a ledvinovým kamenům.

## Galerie

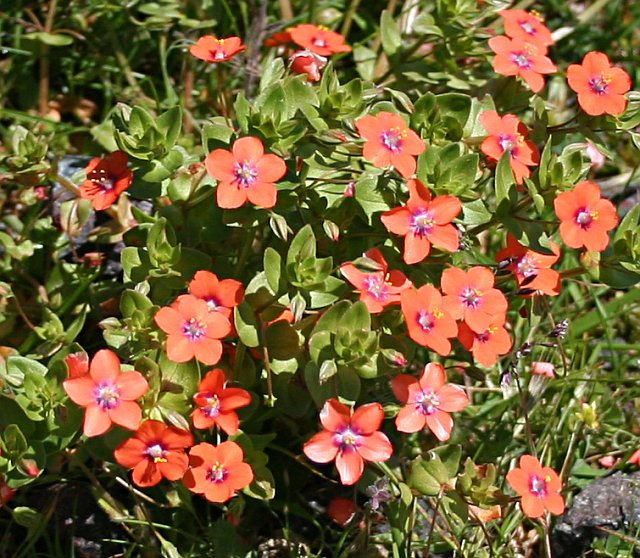
Porost drchničky rolní
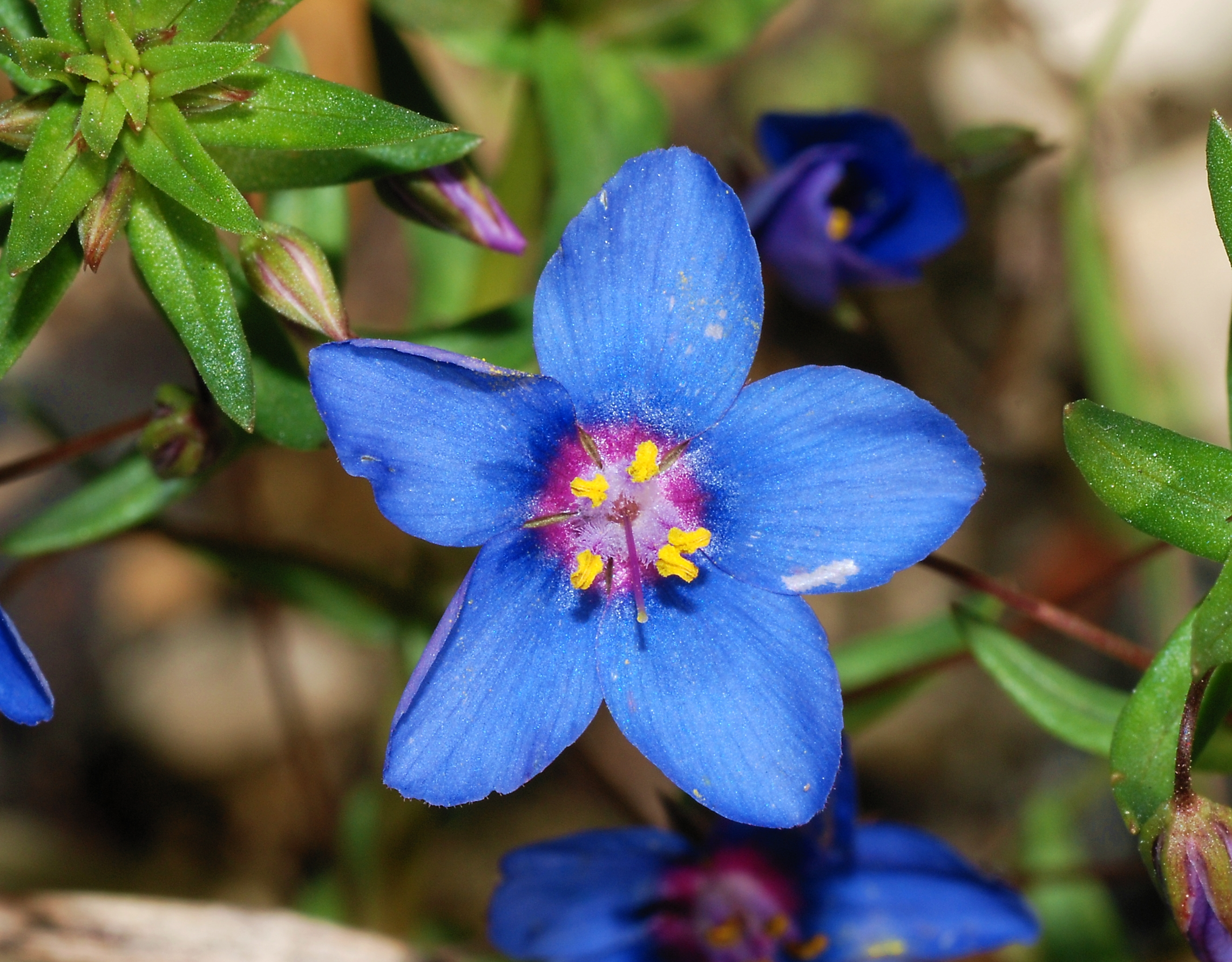
Modrý květ
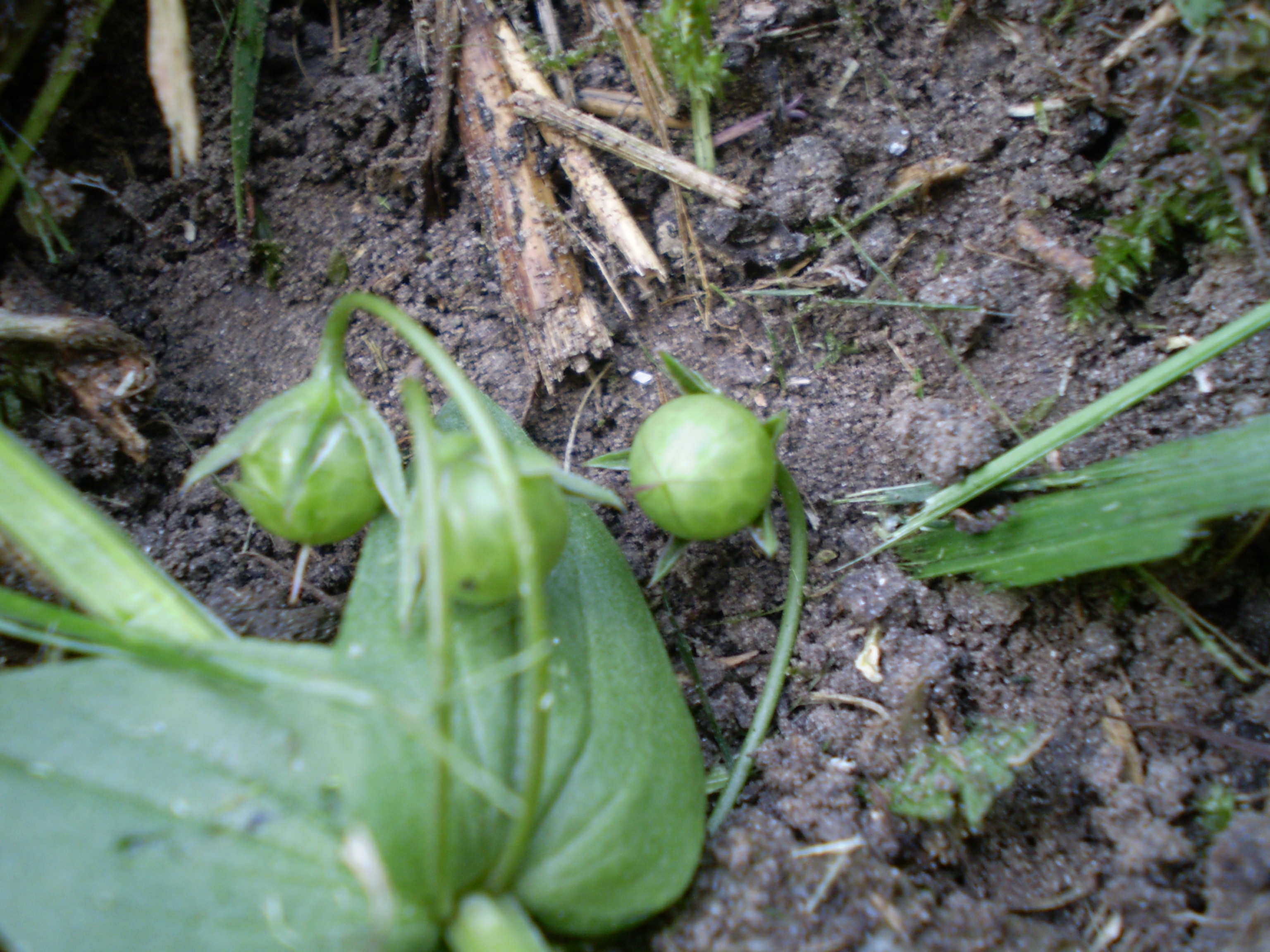
Nezralé tobolky